# Sapromyza romanovi
Sapromyza romanovi är en tvåvingeart som beskrevs av Shatalkin 1996. Sapromyza romanovi ingår i släktet Sapromyza och familjen lövflugor. Inga underarter finns listade i Catalogue of Life.